# Diluvio de San Dionisio
El Diluvio de San Dionisio ocurrió en el Golfo de Fonseca, durante el 9 y el 10 de octubre de 1762, destruyendo los pueblos de Ateo, Petapa y Guaymoco. Siendo confirmado esto por el obispo de Guatemala, Pedro Cortés y Larray en su visita 6 años después. Luego de este meteoro la desembocadura del río Goascorán se vio bloqueada en su ramal principal "Cutu" (Honduras), desviándose hacia el ramal secundario "Ramaditas" (El Salvador).
- Datos: Q5807140